# 國立大學 (加利福尼亞州)
國立大學（National University，縮寫：NU）是總部位於美國加利福尼亞州聖迭戈附近拉霍亞的一個私立大學系統，1971年成立。它是該州內最大的私立非營利性高等教育機構之一，提供在線教育課程，在州內有28個校區。2015年《美國新聞與世界報道》未將其列入排名。

## 外部連結
- Official National University website（页面存档备份，存于）